# اندريا مانشيني
اندريا مانشيني (بالإيطالية: Andrea Mancini)‏ (26 أبريل 1996 ببسكارا في إيطاليا - ) هو لاعب كرة قدم إيطالي في مركز الهجوم. لعب مع نادي بيسكارا ونادي فيتشينزا وL'Aquila 1927 ‏.

## روابط خارجية
- اندريا مانشيني على موقع قاعدة بيانات كرة القدم.إي يو (الإنجليزية)
- اندريا مانشيني على موقع Soccerway.com (الإنجليزية)
- اندريا مانشيني على موقع AS.com (الإسبانية)